# Orizari (Kotchani)
Orizari (en macédonien Оризари) est un village de l'est de la Macédoine du Nord, situé dans la municipalité de Kotchani. Le village comptait 3776 habitants en 2002.

## Démographie
Lors du recensement de 2002, le village comptait :
- Macédoniens : 3 768
- Albanais : 1
- Serbes : 2
- Valaques : 1
- Autres : 4